# Amir Haddad
Amir Haddad, właśc. Laurent Amir Khlifa Khedider Haddad (ur. 20 czerwca 1984 w 12. dzielnicy Paryża) – francuski piosenkarz izraelskiego pochodzenia.
Uczestnik czwartej edycji programu Chochaw Nolad (2006), reprezentant Francji w 61. Konkursie Piosenki Eurowizji (2016).

## Życiorys

### Dzieciństwo i edukacja
Urodził się w 12. dzielnicy Paryża, a wychował się i dorastał w Sarcelles w dolinie Oise. Jest synem żydowskich rodziców o tunezyjsko i marokańsko-hiszpańskich korzeniach. W 1992 wyemigrował z rodziną w ramach aliji do Izraela, gdzie osiedlił się w Herclijji.
W 2012 ukończył studia dentystyczne na Uniwersytecie Hebrajskim w Jerozolimie, po czym zaczął pracę jako dentysta.

### Kariera muzyczna
Jako dziecko śpiewał w synagogach i podczas lokalnych wydarzeń kulturalnych. W 2006 wziął udział w przesłuchaniach do czwartej edycji programu Chochaw Nolad (heb. כוכב נולד), będącego izraelskim odpowiednikiem formatu Pop Idol. Ostatecznie zakwalifikował się do kolejnego etapu talent-show i ostatecznie odpadł po czterech odcinkach. Po udziale w programie dokończył, przerwaną na potrzeby udziału w przesłuchaniach, obowiązkową służbę wojskową w Siłach Obronnych Izraela.
Po powrocie do działalności muzycznej w 2008 podpisał kontrakt płytowy z wytwórnią muzyczną KoL Records. Niedługo później nagrał utwór „Kache limtso milim”, będący hebrajskojęzyczną wersją przeboju „J’te l’dis quand meme” Patricka Bruela. Po wydaniu teledysku do piosenki Bruel zaprosił go do wspólnego występu na koncercie organizowanym 23 maja 2008 w parku Ra’anana. W grudniu 2011 wydał debiutancki album pt. Vayehi, do którego materiał stworzył podczas studiów we współpracy z Omrim Daganem. Na płycie umieścił m.in. utwór „Kache limtso milim”, a także swoją wersję przeboju Mylène Farmer „Désenchantée”, za którego produkcję odpowiada Ofer Nisim. Pod koniec maja 2013 ponownie wystąpił na scenie u boku Bruela, z którym zaśpiewał podczas gali przygotowanej ku czci Annaëlle Chimoni (Anaelle Ledoroth).

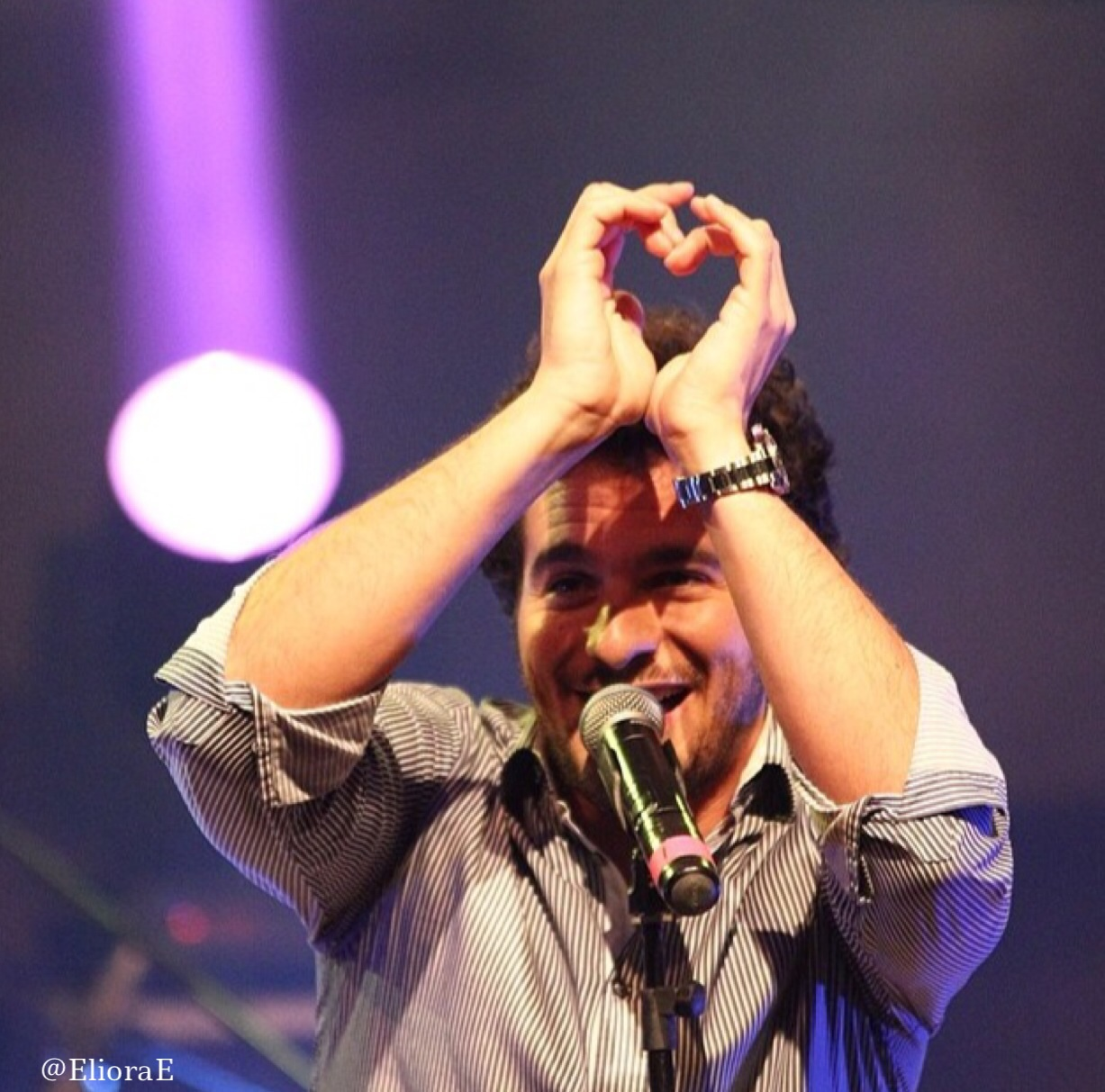
Amir Haddad podczas koncertu

Wiosną 2014 wziął udział w przesłuchaniach do trzeciej edycji programu The Voice: la plus belle voix emitowanego w telewizji TF1; po tzw. przesłuchaniach w ciemno dołączył do drużyny Jenifer Bartoli i zakwalifikował się do odcinków na żywo, a potem do finału, w którym zajął trzecie miejsce z 18% poparcia telewidzów. Po udziale w programie wyruszył w trasę koncertową po Francji razem z pozostałymi finalistami talent-show. Wziął także udział w nagraniu albumu kompilacyjnego zatytułowanego Forever Gentleman 2, a także zagrał na koncercie charytatywnym zorganizowanym przez stowarzyszenie Leurs voix pour l'espoir w paryskiej Olympii. W 2015 wydał singiel „Oasis”.
Pod koniec lutego 2016 został ogłoszony przez telewizję France 2 reprezentantem Francji z utworem „J’ai cherché” w 61. Konkursie Piosenki Eurowizji organizowanym w Sztokholmie. 14 maja wystąpił w finale konkursu i zajął ostatecznie szóste miejsce z 257 punktami na koncie w tym 109 pkt od telewidzów (9. miejsce) i 148 pkt od jurorów (3. miejsce).

## Życie prywatne
7 lipca 2014 poślubił w Izraelu swoją długoletnią partnerkę, Lital.

## Dyskografia

### Albumy studyjne
- 2011: Vayehi
- 2016: Au coeur de moi
- 2017: Addictions (2017)
- 2019: Addictions / Au cœur de moi
- 2020: Ressources
- 2022: R3ssources

Syngiel
- 2014: All of Me
- 2015: Oasis
- 2016: J’ai cherché
- 2016: On dirait
- 2017: États d’amour
- 2017: Au cœur de moi
- 2017: No Vacancy feat. OneRepublic
- 2018: Les rues de ma peine
- 2018: Longtemps
- 2018: Anja
- 2019: 5 minutes avec toi
- 2020: La fête
- 2020: On verra bien
- 2021: Carrousel feat. Indila
- 2021: Rétine
- 2021: 1+1 feat. Sia (piosenkarka)
- 2022: Ce soir
- 2023: Grandir feat. Black M